# Sean Connery
Thomas Sean Connery (25. srpna 1930 Edinburgh, Skotsko – 31. října 2020 Nassau, Bahamy) byl skotský herec a producent.
Byl držitelem Ceny Akademie (tj. Oscara), dvou Cen BAFTA a tří Zlatých glóbů. Proslavila jej role agenta Jamese Bonda, kterého ztvárnil ve filmech Dr. No (1962), Srdečné pozdravy z Ruska (1963), Goldfinger (1964), Thunderball (1965) a Žiješ jenom dvakrát (1967). Poté se objevil ještě v bondovkách Diamanty jsou věčné (1971) a Nikdy neříkej nikdy (1983). Všech sedm filmů bylo komerčně úspěšných. V roce 1988 získal Oscara pro nejlepšího herce ve vedlejší roli za film Neúplatní (1987), kde hrál po boku Kevina Costnera, Andyho Garcíi a Roberta De Nira. Mezi jeho další filmy patří Marnie (1964), Liga výjimečných (2003), Indiana Jones a poslední křížová výprava (1989), Hon na ponorku (1990), Highlander (1986), Vražda v Orient Expresu (1974), Dračí srdce (1996), První rytíř (1995) a Skála (1996).
Zemřel ve spánku 31. října 2020 na Bahamách, kde dlouhodobě pobýval.

## Soukromý život

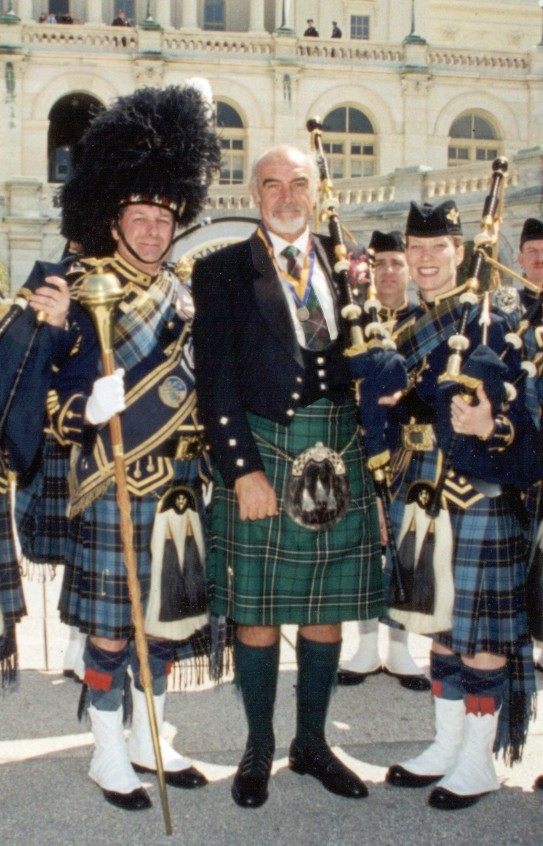
Sean Connery při oslavě Tartan Day ve Washingtonu, D.C. Stejný skotský kilt si Connery oblékl, když byl královnou Alžbětou II. v červenci 2000 povýšen do šlechtického stavu.

Connery se v roce 1962 oženil s australskou herečkou Diane Cilento. Manželství se rozpadlo v roce 1971 a bylo rozvedeno roku 1973. Z tohoto manželství vzešel jejich jediný syn Jason Connery. Po rozchodu s první manželkou měl Sean Connery vztahy s několika ženami. Byly to Jill St. John, herečka Lana Wood, Carole Mallory a polská modelka Magda Konopka.
Od roku 1975 až do své smrti v roce 2020 byl Connery ženatý s marocko-francouzskou malířkou Micheline Roquebrune (* 1929). Jejich manželství přečkalo Conneryho aféru v pozdních 80. letech se zpěvačkou a skladatelkou písní Lynsey de Paul.
V červenci 2000 byl královnou Alžbětou II. povýšen do šlechtického stavu a poté byl nazýván Sir Sean Connery. Při slavnosti udělení šlechtického titulu byl oblečen v tradičním skotském oděvu, kiltu černé a zelené barvy. Byl to vzorek klanu MacLeod, ke kterému patřila jeho matka.
Byl přezdíván jako "Největší žijící Skot". V roce 1989 byl časopisem People vyhlášen „Nejvíce sexy žijícím mužem“ a v roce 1999 ve věku 69 let „Nejvíce sexy mužem století“. Byl velkým propagátorem samostatnosti Skotska a vášnivým golfistou.
Zemřel 31. října 2020 ve svém domově v obci Lyford Cay, která je součástí hlavního města státu Bahamy, jímž je Nassau. Jeho smrt byla oznámena rodinou a společností Eon Productions. Jeho syn z prvního manželství Jason Connery řekl, že otec „se již nějakou dobu necítil dobře“. Jeho manželka uvedla, že na sklonku života trpěl demencí.

## Vyznamenání
- komandér Řádu umění a literatury – Francie, 1987
- rytíř Řádu čestné legie – Francie, 1991
- komandér Řádu britského impéria – Spojené království, 1999
- velkodůstojník Řádu Manuela Amadora Guerrera – Panama, 11. března 2003

## Herecká filmografie
- 1955 – Lilacs in the Spring
- 1957 – Action of the Tiger
- 1957 – Anna Christie (TV film)
- 1957 – Hell Drivers
- 1957 – No Road Back
- 1957 – Time Lock
- 1958 – Another Time, Another Place
- 1958 – Women in Love (TV film)
- 1959 – Darby O'Gill and the Little People
- 1959 – Square Ring, The (TV film)
- 1959 – Tarzanovo největší dobrodružství
- 1960 – An Age of Kings (TV seriál)
- 1960 – Colombe (TV film)
- 1960 – Without the Grail (TV film)
- 1961 – Anna Karenina (TV film)
- 1961 – On the Fiddle
- 1961 – The Frightened City
- 1962 – Dr. No
- 1962 – Nejdelší den
- 1963 – Srdečné pozdravy z Ruska
- 1964 – Goldfinger
- 1964 – Bezcharakterní žena
- 1964 – Marnie
- 1965 – Pahorek
- 1965 – Thunderball
- 1966 – Krásné šílenství
- 1966 – Un monde nouveau
- 1967 – Žiješ jenom dvakrát
- 1968 – Shalako
- 1969 – Male of the Species (TV film)
- 1969 – Červený stan
- 1970 – Molly Maguires
- 1971 – Diamanty jsou věčné
- 1971 – Andersonovy nahrávky
- 1973 – The Offence
- 1974 – Vražda v Orient expresu
- 1974 – Zardoz
- 1975 – Muž, který chtěl být králem
- 1975 – Vítr a lev
- 1975 – Výkupné
- 1976 – Další muž
- 1976 – Robin a Mariana
- 1977 – Příliš vzdálený most
- 1979 – Kuba
- 1979 – Meteor
- 1979 – Velká vlaková loupež
- 1979 – The American Film Institute Salute to Alfred Hitchcock (TV film)
- 1981 – Zloději času
- 1981 – Outland
- 1982 – Pět dní jednoho léta
- 1982 – Sword of the Valiant: The Legend of Sir Gawain and the Green Knight
- 1982 – Wrong Is Right
- 1983 – Nikdy neříkej nikdy
- 1986 – Highlander
- 1986 – Jméno růže
- 1986 – Bonds Are Forever (video film)
- 1987 – Neúplatní
- 1988 – Můj život bez tebe
- 1988 – Pevnost
- 1989 – Indiana Jones a poslední křížová výprava
- 1989 – Rodinný podnik
- 1990 – Hon na ponorku
- 1990 – Ruský dům
- 1991 – Highlander II – Síla kouzla
- 1991 – Robin Hood: Král zbojníků
- 1992 – Šaman
- 1993 – Vycházející slunce
- 1994 – Správný chlap v Africe
- 1995 – První rytíř
- 1995 – Vražedné alibi
- 1996 – Dračí srdce
- 1996 – Skála
- 1998 – 30 Years of Billy Connolly (TV seriál)
- 1998 – Mstitelé
- 1998 – Podoby lásky
- 1999 – Past
- 2000 – Osudové setkání
- 2003 – Liga výjimečných

## Dokumentární filmografie
- 1972 – España campo de golf
- 1975 – The Dream Factory
- 1982 – G'ole!
- 1984 – James Bond 007: Coming Attractions (TV film)
- 1987 – Happy Anniversary 007: 25 Years of James Bond (TV film)
- 1987 – Rosa dei nomi, La
- 1995 – Behind the Scenes with 'Goldfinger' (video film)
- 1995 – Behind the Scenes with 'Thunderball' (video film)
- 1995 – James Bond 007: Yesterday and Today (video film)
- 1995 – Three Decades of James Bond 007 (video film)
- 1995 – World of 007, The (TV film)
- 1997 – Sean Connery Close Up (video film)
- 1997 – Sean Connery, an Intimate Portrait
- 1997 – Secrets of 007: The James Bond Files, The (TV film)
- 1998 – Junket Whore
- 1999 – And the Word Was Bond
- 1999 – Kennedy Center Honors: A Celebration of the Performing Arts, The (TV film)
- 1999 – Příběh Jamese Bonda (TV film)
- 2000 – Inside 'Dr. No' (video film)
- 2000 – The BBC and the BAFTA Tribute to Michael Caine (TV film)
- 2001 – Behind the Scenes: Finding Forrester (video film)
- 2002 – Best Ever Bond (TV film)
- 2002 – Bondovy dívky jsou věčné (TV film)
- 2002 – James Bond: A BAFTA Tribute (TV film)
- 2002 – Premiere Bond: Die Another Day (TV film)
- 2006 – Sean Connery – pocta za celoživotní dílo (TV film)